# James-Nunatak (Südgeorgien)
Der James-Nunatak ist ein 478 m hoher Nunatak auf Südgeorgien im Südatlantik. Er ragt zwischen dem Shackleton Gap und dem Murray-Schneefeld auf.
Der Nunatak liegt auf der Route, die der britische Polarforscher Ernest Shackleton 1916 im Zuge der Endurance-Expedition (1914–1917) mit zwei Begleitern beging, um die auf Elephant Island gestrandeten Expeditionsteilnehmer zu retten. Das UK Antarctic Place-Names Committee benannte ihn 2014. Namensgeber ist das Boot James Caird, mit dem Shackleton und fünf weitere Teilnehmer der Forschungsreise zwischen dem 24. April und dem 8. Mai 1916 von Elephant Island nach Südgeorgien gesegelt waren.